# Koenigia nummularifolia
Koenigia nummularifolia (Meisn.) Mesicek & Soják – gatunek rośliny z rodziny rdestowatych (Polygonaceae Juss.). Występuje naturalnie w północnych Indiach, Nepalu, Mjanmie oraz Chinach. 

## Morfologia
PokrójRoślina jednoroczna dorastająca do 2–5 cm wysokości. Pędy są pnące.
LiścieUlistnienie jest naprzemianległe. Ich blaszka liściowa ma okrągły kształt. Mierzy 5–10 mm długości oraz 3–7 mm szerokości, o zaokrąglonej nasadzie i tępym wierzchołku. Ogonek liściowy jest nagi i osiąga 2–7 mm długości. Gatka ma rurkowaty kształt i dorasta do 2–4 mm długości.
KwiatyZebrane po 3–4 w pęczki przypominające baldachogrona, rozwijają się na szczytach pędów. Mają 5 listków okwiatu o kształcie od okrągłego do odwrotnie owalnego i białej barwie, mierzą 2 mm długości. Mają 5 wolnych pręcików i 3 prątniczki.
OwoceNiełupki o okrągłym kształcie, osiągają 2 mm długości.

## Biologia i ekologia
Rośnie na wilgotnych obszarach skalistych. Występuje na wysokości od 4000 do 5500 m n.p.m. Kwitnie od lipca do września.